# John Abercrombie (medico)
John Abercrombie, noto in Italia come Giovanni Abercrombie, (Aberdeen, 10 ottobre 1781 – Edimburgo, 14 novembre 1844) è stato un medico scozzese.

## Biografia
Nato da padre ecclesiastico della Chiesa protestante di Scozia di Aberdeen, ottenne la laurea in medicina presso l'Università di Edimbugo nel giugno 1803 con una tesi intitolata De fatuitate Alpini. Trascorso un breve corso di studi a Londra, nel novembre 1804 venne ammesso come membro del Collegio reale dei Chirurghi di Edimburgo ove si presentò con il suo Saggio sulla paralisi delle estremità inferiori derivanti da malattia della spina.
Fu rettore nel 1836 del Marischal College (ora Università di Aberdeen) e autore di importanti studi sul sistema nervoso e sull'ulcera gastrica. È ricordato inoltre per la sua attività filantropica.